# Vietnascincus rugosus
Vietnascincus rugosus är en ödleart som beskrevs av  Ilya Sergeevich Darevsky och Orlov 1994. Vietnascincus rugosus är ensam i släktet Vietnascincus som ingår i familjen skinkar. Inga underarter finns listade i Catalogue of Life.
Artens utbredningsområde är Vietnam. Den hittades i provinsen Gia Lai vid 700 meter över havet. Exemplar upptäcktes vilande under trädstammar som befann sig på marken i en ursprunglig tropisk skog.
Skogsavverkningar är antagligen ett hot mot beståndet men data hur intensivt skogsbruket är i regionen saknas. IUCN kategoriserar arten globalt som otillräckligt studerad.